# NationStates
NationStates (prej Jennifer Government: NationStates) je brskalniška večigralska videoigra, simulacija vlade ki jo je razvil Max Barry. Igra, ki temelji na Barryjevem romanu Jennifer Government, je bila ustvarjena 13. novembra 2002 s spletnim mestom, prvotno ustanovljenim za objavo in promocijo romana en teden pred njegovo izdajo. NationStates še naprej promovira knjige, ki jih je napisal Barry, vendar se je razvil v obsežno spletno skupnost s spremljajočim forumom. Do 2. novembra 2024 so uporabniki ustvarili več kot 9 milijonov držav, s 313.834 državami in 19.040 državami v svetovnem zboru, ki se aktivno igrajo.